# Paul Gartenhauser
Paul Gartenhauser o Paulus Gartenhauser (Appenzello, prima del 1544 – Gais, dopo il 1613) è stato un politico svizzero.

## Biografia
Originario di Appenzello, della Rhode di Rüte, era figlio di Paul Gartenhauser, titolare di una locanda e tesoriere cantonale. Prese in moglie Maria Menet. Proprietario di una locanda, fu capitano della Rhode di Rüte nel 1579. Nel Canton Appenzello fu Landamano nel 1597, membro del Gran Consiglio dal 1565 al 1567 e del Piccolo Consiglio dal 1568 al 1575, più volte tesoriere dei poveri dal 1567 al 1588 e sovrintendente all'ospedale dal 1578 al 1581. Di religione riformata, nel 1588 dovette lasciare Appenzello poiché aveva aderito alla nuova fede stabilendosi a Gais, località riformata, dove quello stesso anno divenne Consigliere e nel 1595 "capitano" o sindaco.
Nel Canton Appenzello Esterno fu membro del Piccolo Consiglio dal 1590 al 1597, giudice del tribunale di bassa giustizia (Gassengericht) nel 1590, nel 1595 e nel 1597, tesoriere cantonale dal 1595 al 1597, Landamano dal 1598 al 1613. A livello federale fu 26 volte inviato alla Dieta, prima in rappresentanza del Canton Appenzello dal 1590-1610, e quindi dal 1598 al 1910 per Appenzello Esterno. Nel 1602 partecipò al giuramento del nuovo patto sul servizio mercenario stipulato tra la Confederazione elvetica e la Francia. Capo dei riformati durante la scissione del cantone, si impegnò sempre per ottenere una soluzione di tipo giuridico.